# Grabovac (Čeminac)
Grabovac is een plaats in de gemeente Čeminac in de Kroatische provincie Osijek-Baranja. De plaats telt 895 inwoners (2001).